# Herpotrichia callimorpha
Herpotrichia callimorpha är en svampart som först beskrevs av Bernhard Auerswald, och fick sitt nu gällande namn av Georg Winter 1885. Herpotrichia callimorpha ingår i släktet Herpotrichia, ordningen Pleosporales, klassen Dothideomycetes, divisionen sporsäcksvampar och riket svampar.   Inga underarter finns listade i Catalogue of Life.